# Lange Afstands Verkennings Compagnie
Lange Afstands Verkennings Compagnie (dobesedno slovensko Daljinska izvidniška četa) je specialna vojaška enota v sestavi Korps Mariniers.

## Organizacija
- Štab
- Mountain Leader Verkennings Peleton
- Amfibisch Verkennings Peloton
- Bijzondere Bijstands Eenheid